# Bergerac (serial telewizyjny)

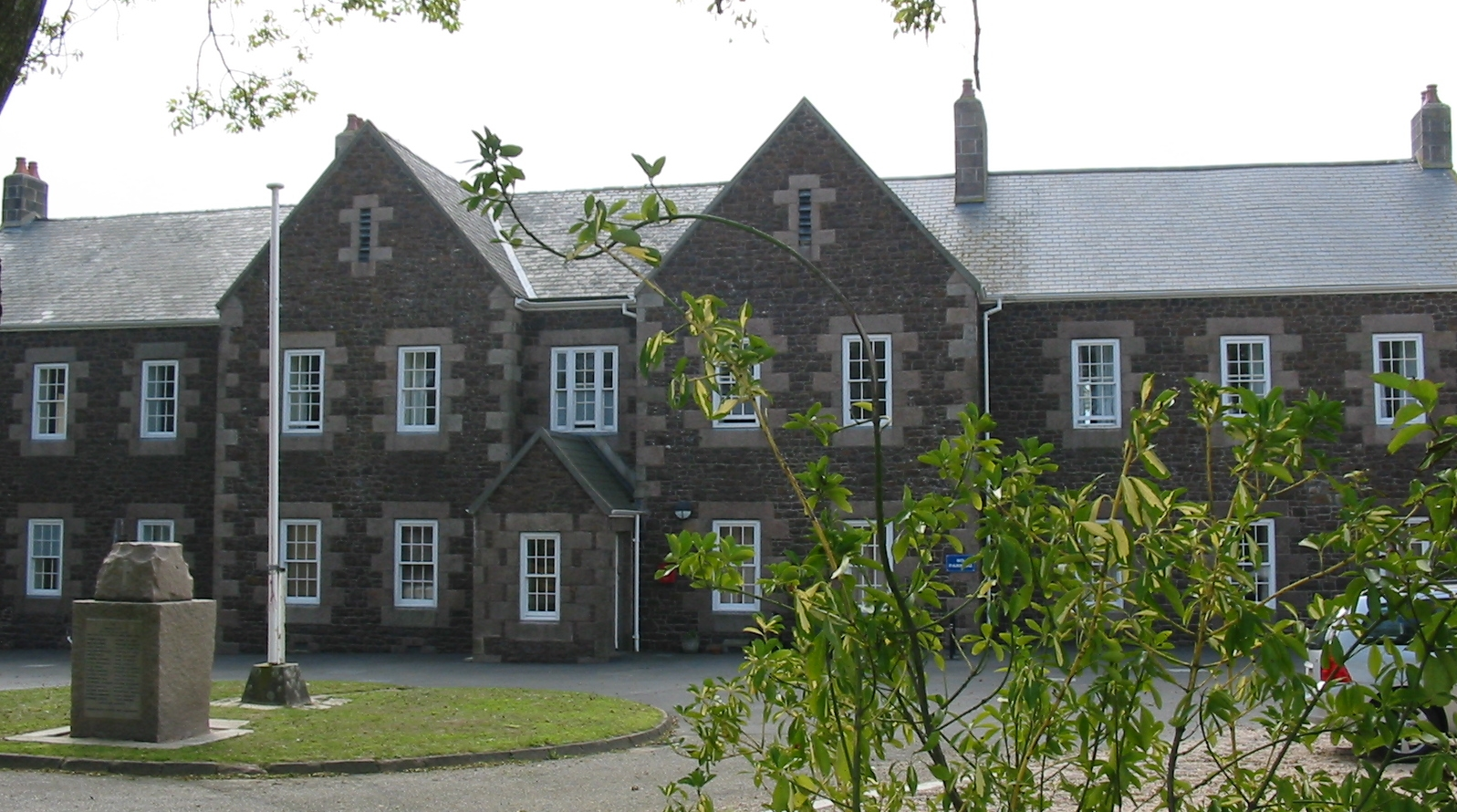
Haut de la Garenne, serialowy gmach Bureau des Etrangers

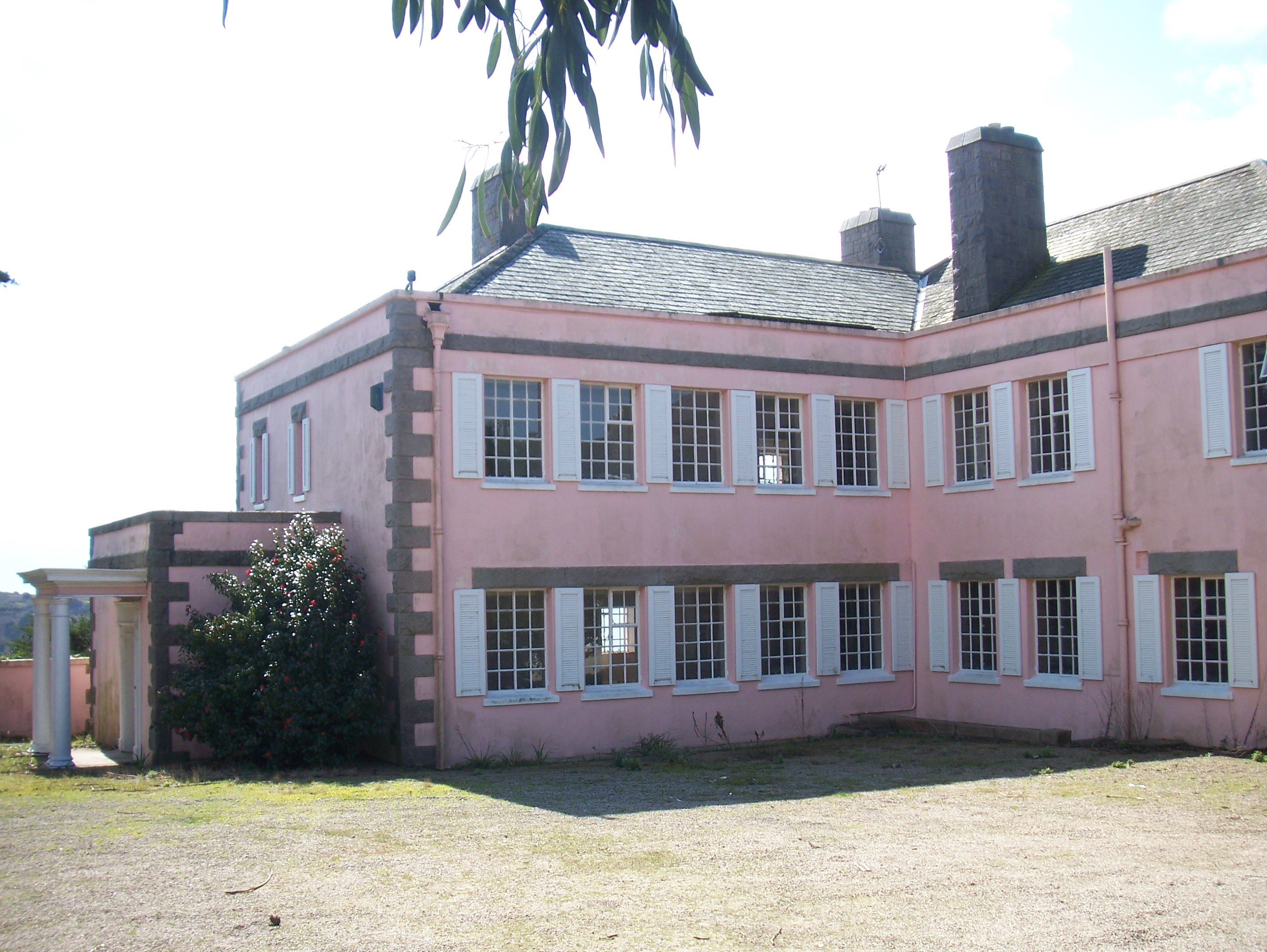
Często wykorzystywany w serialu Windward House

Bergerac – brytyjski serial telewizyjny wyprodukowany przez BBC, emitowany w latach 1981–1991. Powstało 81 odcinków, pogrupowanych w 9 sezonach i 6 odcinków specjalnych (bożonarodzeniowych). Twórcą serii był Robert Banks Stewart. Czołówkę muzyczną stworzył George Fenton.

## Fabuła
Akcja serialu rozgrywa się na malowniczej (będącej dependencją korony brytyjskiej) wyspie Jersey, w Anglii i we Francji.
W tytułowej roli - rozwiązującego różne zagadki detektywa fikcyjnego Bureau des Etrangers, sierżanta Jima Bergeraca - wystąpił John Nettles. Bergerac ma charakterystyczny samochód – burgundowego Triumph Roadstera z 1947 r.

## Pozostała obsada
- Terence Alexander – Charlie Hungerford, były teść Bergeraca (85 odcinków)[1]
- Deborah Grant – Deborah, była żona Bergeraca (31)
- Sean Arnold – starszy inspektor Barney Crozier, szef Bergeraca (72)
- Mela White – Diamante Lil (40)
- Louise Jameson – Susan Young (35)
- David Kershaw – Ben Lomas (35)
- John Telfer – Willy Pettit (34)
- Nancy Mansfield – Peggy Masters (34)
- Deborah Grant – Deborah (31)
- Annette Badland – Charlotte (29)
- Geoffrey Leesley – detektyw Con. Wilson (17)
- Jolyon Baker – DC Barry Goddard (15)
- Lindsay Heath – Kim Bergerac (11)
- Cécile Paoli – Francine (10)
- Thérèse Liotard – Danielle (9)
- Tony Melody – szef (9)
- Celia Imrie – Marianne (8)
- Jonathan Adams – dr LeJeune (8)

W epizodach wystąpili m.in.: Barry Foster (1985), Michael Gambon (1987), Julian Glover (1990), Greta Scacchi (1981), Prunella Scales (1981), Richard Griffiths (1983), Joanne Whalley (1983), Connie Booth (1987), Art Malik (1983), Bill Nighy (1991), Natascha McElhone (1991) i Ray Winstone (1983).